# Гробелце
Гробелце (словен. Grobelce) је насељено место у општини Шмарје при Јелшах, Савињска регија, Словенија.

## Историја
До територијалне реорганизације у Словенији било је у саставу старе општине Шмарје при Јелшах.

## Становништво
У попису становништва из 2011. године, Гробелце је имало 194 становника.
| Број становника према пописима | Број становника према пописима | Број становника према пописима |
| ------------------------------ | ------------------------------ | ------------------------------ |
| 1991                           | 2002                           | 2011                           |
| 203                            | 188                            | 194                            |

Напомена: Године 1994. умањено за део насеља који је припојен насељу Свети Штефан.